# Csurgay Árpád
Csurgay Árpád István (Budapest, 1936. szeptember 8. –) Széchenyi-díjas magyar villamosmérnök, nanotechnológus, egyetemi tanár, a Magyar Tudományos Akadémia rendes tagja. Az elektromos áramkörök elmélete, valamint a nanoelektronika nemzetközi hírű tudósa. 1976 és 1980 között a Távközlési Kutatóintézet tudományos igazgatója. 1985 és 1993 között az MTA főtitkárhelyettese.

## Életpályája
1954-ben érettségizett, majd felvették a Budapesti Műszaki Egyetem Villamosmérnöki Karának gyengeáramú szakára. Itt szerzett mérnökdiplomát 1959-ben. 1963-ban védte meg egyetemi doktori disszertációját. Diplomájának megszerzése után a Távközlési Kutató Intézet tudományos munkatársa lett. Itt kezdett el először az elektromágneses terekkel foglalkozni. Emellett 1968 és 1970 között az MIT vendégprofesszora. 1971-ben sikerült egy embargós CalComp 738 típusú plottert is beszereznie az intézet számára, amilyet a NASA használt az 1969-es Holdra-szálláshoz. 1976-ban a kutatóintézet tudományos igazgatójává nevezték ki. Itt 1980-ig dolgozott, majd a Számítástechnikai és Automatizálási Kutatóintézet (MTA SZTAKI) egyik kutatócsoportjának vezetője lett. Közben 1961-től tanított a Budapesti Műszaki Egyetemen, kezdetben vendégoktatóként. 1987-ben vehette át egyetemi tanári kinevezését az elméleti villamosságtan tanszékre. Itt 2006-ig dolgozott. Emellett 2003-ban a Pázmány Péter Katolikus Egyetem Információs Technológiai Karának egyetemi tanára lett. 2006-ban professor emeritusi címet kapott. 1996–97-ben az indianai Notre Dame Egyetem professzora volt, ezt követően az egyetem vendégprofesszora.[forrás?]
1973-ban védte meg a műszaki tudományok akadémiai doktori értekezését. Az MTA Automatizálási és Számítástechnikai Bizottságának, az Informatikai Bizottságnak és a Távközlési Rendszerek Bizottságának lett tagja. 1985-ben megválasztották a Magyar Tudományos Akadémia levelező, 1993-ban pedig rendes tagjává. 1985-ben az MTA természettudományi, 1990-ben általános főtitkárhelyettese lett. Tisztét 1993-ig töltötte be. 1989-ben a londoni Európai Akadémia (Academia Europaea), 1992-ben a salzburgi Európai Tudományos és Művészeti Akadémia is felvette tagjai sorába. Előbbinek 1991 és 1994 között elnökségi tagja volt. Akadémiai tisztségein kívül 1999 és 2003 között az Első Közép- és Kelet-európai Együttműködés Alapítvány kuratóriumának elnöke volt.[forrás?]

## Munkássága
Fő kutatási területe az elektromos áramkörök elmélete, valamint a mikro- és nanoelektronika. A nanotechnológia kutatásának jelentős alakja.
A Távközlési Kutatóintézetben elektromágneses terek és áramkörök elméletével és távközlési alkalmazásaival foglalkozott. A SZTAKI-ban kutatócsoportjával az elektronikus elven működő rendszerek megvalósíthatóságának és tervezési módszereit tanulmányozta. Jelentősebb eredményeit az informatikai feladatok műszaki megvalósításának feltételei és korlátai területén érte el. Emellett Wolfgang Poroddal számos nanotechnológiai tárgyú publikáció szerzője. Simonyi Károllyal közösen elektronfizikai témájú könyvet írt.
Több mint száztíz tudományos publikáció szerzője vagy társszerzője. Három szabadalmat jegyeztetett be, mikrohullámokkal működő szerkezetekről. Munkáit magyar és angol nyelven adja közre.

## Családja
1962-ben nősült, felesége Gereben Ildikó villamosmérnök. Házasságukból három gyermek (két leány, egy fiú) született. Felesége és fia (Csurgay Péter) a Pázmány Péter Katolikus Egyetem Információs Technológiai Karán kutatnak.

## Díjai, elismerései
- Akadémiai Díj (1971)
- Eötvös Loránd-díj (1975)
- A Magyar Köztársasági Érdemrend középkeresztje (1993)
- Széchenyi-díj (1998) – A magyar távközlés és számítástechnika terén végzett négy évtizedes úttörő és nagy hatású munkásságáért, a jövő új elektronikai technológiáját megalapozó nanoelektronikai kutatásokban elért eredményeiért és a nemzetközi együttműködésben játszott vezető szerepéért.
- Simonyi Károly-díj (2002)
- A Magyar Érdemrend középkeresztje a csillaggal (2016)
- Budapestért díj (2019)

## Főbb publikációi
- Mikrohullámú passzív hálózatok (Markó Szilárddal, 1965)
- On the Network Representation of Electromagnetic Field Problems (1965)
- On the Postulational Approach to Active Networks (társszerző, 1966)
- A lineáris elosztott paraméterű hálózatok elméletének néhány problémája; Modellek – Analízis – Realizálhatóság (1973)
- Analóg nyomtatott huzalozású és hibrid integrált áramkörök gépi tervezése (társszerző, 1979)
- Fundamental Limits in Large-Scale Circuit Modeling and Simulation (1983)
- Az információtechnika fizikai alapjai: elektronfizika (Simonyi Károllyal, 1997)
- The Circuit Paradigm in Nanoelectronics (1997)
- Network Representation of Coupled Molecular Arrays (társszerző, 1999)
- Toward Nanoelectric Systems Intergration (társszerző, 2000)
- Signal Processing with Near-Neighbor-Coupled Time-Varying Quantum-Dot Arrays (társszerző, 2000)
- A Computing Architecture Composed of Field-Coupled Single Domain Nanomagnets Clocked by Magnetic Field (társszerző, 2003)
- Nanotechnika, tudomány és természet (2006)
- Circuit Models for Arrays of Nanoelectronic Resonators (társszerző, 2007)